# Tygemonam
Tygemonam, tigemonam – organiczny związek chemiczny, jeden z monobaktamów należących do monolaktam (azetydynony), które z kolei należą do naturalnych antybiotyków β-laktamowych, z którego stosowania w zasadzie zrezygnowano.